# Militärdistrikt i Ryssland

Militärdistrikten i Ryssland sedan 2021
Norra militärdistriktet
Östra militärdistriktet
Centrala militärdistriktet
Södra militärdistriktet
Västra militärdistriktet

Militärdistrikten i Ryssland 2010–2020
Leningrad
Volga-Ural
Sibirien
Norra Kaukasus
Fjärran Östern

Militärdistrikten i Ryssland 1992–1998

Militärdistrikt i Ryssland är territoriellt baserade, militäradministrativa enheter, vilka administrerar merparten av Rysslands väpnade styrkor i fredstid, både markstyrkor, flotta och flygvapen.
Militärdistriktets befälhavare har kommando över alla militära enheter inom distriktets geografiska område, med undantag av Rysslands strategiska robotstridskrafter och Rysslands luft- och rymdförsvarsstridskrafter, vilka styrs direkt från försvarsministeriet i Moskva.
Distriktens uppgifter är att producera förband, utveckla taktik och operationell kapacitet samt att driva fredstida garnisoner och annan militär infrastruktur.
År 1991 fanns nio militärdistrikt i Sovjetunionen. De minskade i antal i samband med nedskalningen av de väpnade styrkorna närmast efter Sovjetunionens upplösning och var 2010 fyra. Sedan dess har ett femte tillkommit 2021 genom inrättandet av Norra militärdistriktet med högkvarter i flottbasen i Murmansk vid Norra ishavet.

## Militärdistrikt från 2021
- Norra militärdistriktet med högkvarter i Murmansk
- Västra militärdistriktet med högkvarter i Sankt Petersburg
- Södra militärdistriktet med högkvarter i Rostov-na-Donu
- Centrala militärdistriktet med högkvarter i Jekaterinburg
- Östra militärdistriktet med högkvarter i Chabarovsk